# I topi del deserto
I topi del deserto (The Desert Rats) è un film del 1953 diretto da Robert Wise.

## Trama
Nell'Africa del nord le truppe inglesi si ritirano dinanzi all'avanzata dell'esercito di Rommel che marcia alla volta di Suez. L'unico baluardo che si oppone alla conquista è la fortezza di Tobruk, difesa dalle truppe australiane. Un battaglione inglese viene inviato come rinforzo e al capitano Mc Roberts viene affidato il compito di istruire i reparti. Passando in rassegna i suoi uomini, il capitano riconosce Tom Bartlett, un suo vecchio maestro che a causa del vizio dell'alcool ha perso il suo lavoro. Le truppe tedesche vengono attirate dentro alla città fortificata e distrutte e il capitano Mc Roberts, insieme ai suoi uomini si distingue per il coraggio. Quando poi c'è da distruggere il deposito di munizioni allestito dai tedeschi, sono ancora loro a porre a repentaglio la propria vita, finché finalmente arrivano i rinforzi.